# 吴全衡
吴全衡（1918年—），女，江苏常熟人，中国社会活动家，宋庆龄基金会原副主席，第三届全国人大代表，第五、六、七届全国政协委员。

## 家庭
丈夫胡绳。